# Oberzielenbach
Oberzielenbach ist ein Ortsteil von Morsbach im Oberbergischen Kreis im südlichen Nordrhein-Westfalen innerhalb des Regierungsbezirks Köln.

## Lage und Beschreibung
In ländlicher, waldreicher Umgebung liegt Oberzielenbach am südlichsten Zipfel des Oberbergischen Kreises. Die Städte Gummersbach (38 km), Siegen (35 km) sowie Köln (75 km) sind in wenigen Autominuten zu erreichen.
Benachbarte Ortsteile sind Geiningen im Norden, Kömpel im Osten, Wallerhausen im Süden und Hermesdorf im Westen.

## Geschichte

### Erstnennung
1464 wurde der Ort das erste Mal urkundlich erwähnt, und zwar „Homburger Grenzweistum.“ 
Dieses gilt auch für Oberzielenbach.
Die Schreibweise der Erstnennung war Zylenbach.